# 信州 (江西省)
信州（しんしゅう）は、中国にかつて存在した州。唐代から元初にかけて、現在の江西省上饒市一帯に設置された。

## 概要
758年（乾元元年）、唐により饒州上饒県に信州が置かれた。信州は江南東道に属し、上饒・玉山・弋陽・貴渓の4県を管轄した。
宋のとき、信州は江南東路に属し、上饒・玉山・弋陽・鉛山・貴渓・永豊の6県を管轄した。
1276年（至元13年）、元により信州は信州路と改められた。